# Claire Bloom
Claire Bloom, nome artístico de Patricia Claire Blume (Londres, 15 de fevereiro de 1931) é uma atriz inglesa de teatro e cinema.

## Biografia
Bloom nasceu no subúrbio de Finchley, ao norte de Londres, filha Elizabeth Grew (nome de solteira) e Edward Max Blume, que trabalhava com vendas. Seus avós paternos, que tinham sobrenome Blumenthal, bem como os maternos, originalmente com sobrenome Griewski, eram imigrantes judeus do Leste Europeu. Bloom frequentou a escola secundária independente de Badminton School, em Bristol.

### Carreira
Teve sua formação na Guildhall School of Music & Drama e na Central School of Speech and Drama, estreando nos programas de rádio da BBC. A estreia nos palcos deu-se em 1946, quando tinha apenas quinze anos, com o Oxford Repertory Theatre. A estreia em Londres foi no ano seguinte, com a peça The Lady's Not For Burning, de Christopher Fry; em 1948 teve grande aclamação por sua Ofélia de Hamlet, o primeiro de muitos papéis da obra de William Shakespeare que Bloom interpretou.
Apareceu em várias peças em Londres e Nova Iorque. Dentre estes trabalhos destacam-se Look Back in Anger, Rashomon e o papel que lhe é o favorito, em Um Bonde Chamado Desejo, de Tennessee Williams. Destacou-se ainda por interpretar vários monólogos em suas performances teatrais.
Seu primeiro filme foi em 1948 — The Blind Goddess. Em 1952 deu a voz à personagem da Pastora no filme The Curious Adventures of Mr. Wonderbird, filme de animação francesa dobrado para inglês. Foi escolhida por Charlie Chaplin nesse mesmo ano para integrar o elenco de Luzes da Ribalta, que a transformou em estrela. 

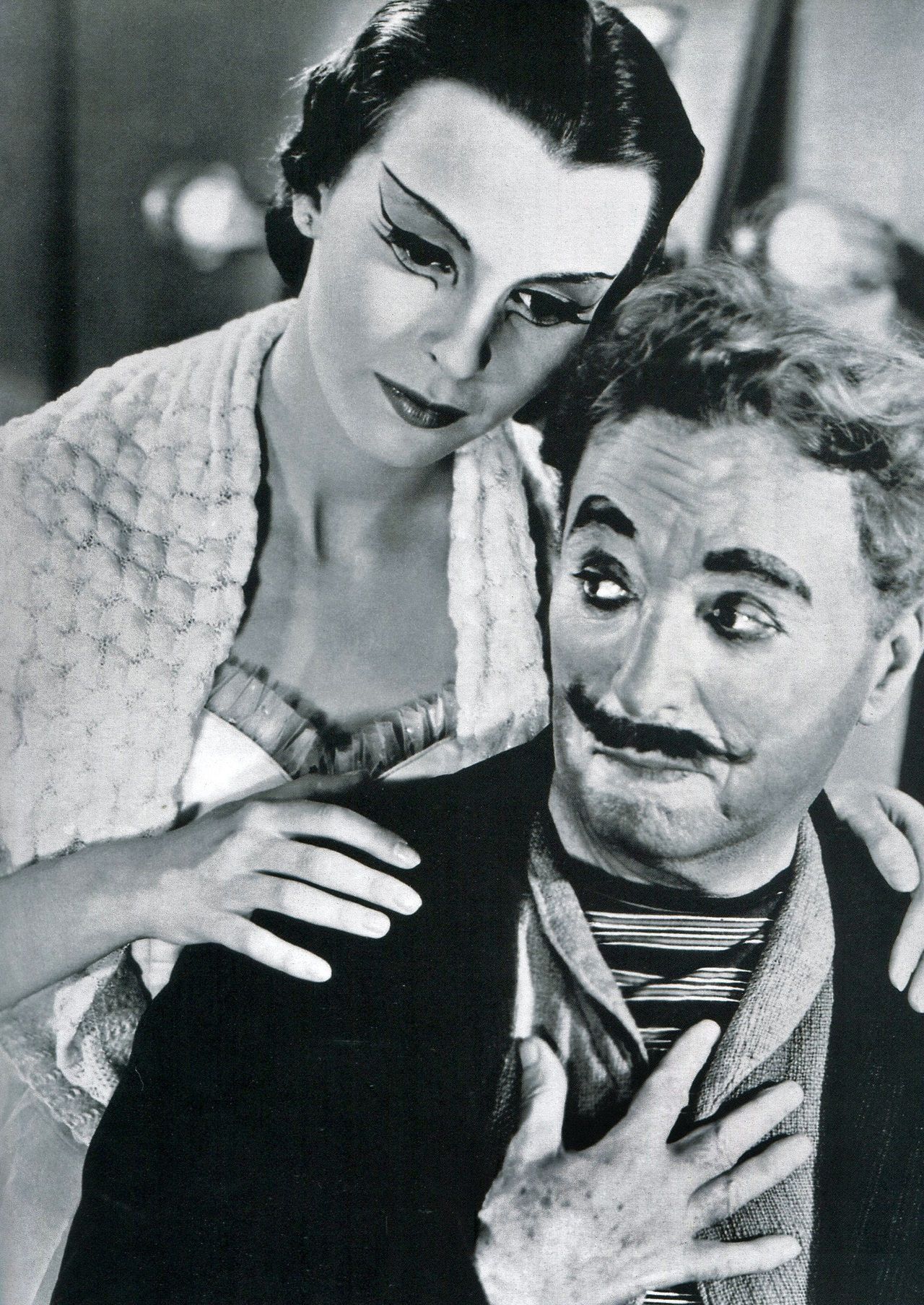
Com Chaplin em Luzes da Ribalta.

Em seguida foi escalada para interpretar papéis de época, em filmes como Alexander The Great, The Brothers Karamazov, The Buccaneer, e The Wonderful World of the Brothers Grimm. Também fez aparição em Richard III de Laurence Olivier, A Doll's House de Ibsen, e ainda nos filmes The Spy Who Came in from the Cold e Look Back in Anger, estes dois últimos com Richard Burton.
Nos anos 1960 fez papéis mais contemporâneos, como uma dona-de-casa enlouquecida em The Chapman Report, uma psiquiatra no filme premiado do Óscar Charly, Theodora, em The Haunting e uma feiticeira em The Illustrated Man — ao lado do então marido Rod Steiger.
Bloom apareceu ainda em muitos filmes, séries e especiais da televisão, sendo o mais notável o papel como Lady Marchmain em Brideshead Revisited (1981). Outros papéis incluem duas produções da BBC com o diretor Rudolph Cartier; co-estrelou junto a Sean Connery em Anna Karenina (1961), Catherine Earnshaw em Wuthering Heights com Keith Michell (1962). Interpretou a Primeira-Dama Edith Wilson em Backstairs at the White House (1979); fez Joy Gresham, esposa de C. S. Lewis em Shadowlands (papel que lhe rendeu o Prêmio BAFTA de melhor atriz, em 1985).
Trabalhou, ainda, no filme de Woody Allen Crimes and Misdemeanors (1989), e Daylight, de Sylvester Stallone (1996).
Atuou na série Law & Order: Criminal Intent e fez a vilã Orlena Grimaldi no drama As The World Turns, além de diversos papéis shakespearianos para a BBC.
Em janeiro de 2006 apresentou-se no teatro, em Londres, numa produção de Arthur Allan Seidelman, atuando junto a Billy Zane.

### Vida pessoal
Bloom casou-se três vezes. Seu primeiro marido, em 1959, foi o ator Rod Steiger, que conheceu quando ambos encenaram a peça Rashomon. A filha desse casamento é a cantora de ópera, Anna Steiger. Steiger e Bloom divorciaram-se em 1969. Neste mesmo ano voltou a casar-se, desta feita com o produtor Hillard Elkins. O matrimônio durou três anos, até 1972. Seu terceiro casamento foi em 1991 com o escritor Philip Roth que terminou em 1995.
Bloom escreveu dois livros com suas memórias sobre a vida e a carreira. O primeiro, Limelight and After: The Education of an Actress, foi lançado em 1982 e aborda seus papéis em filmes e no teatro. O segundo, intitulado Leaving a Doll's House: A Memoir, de 1996, traz maiores detalhes sobre sua vida pessoal, falando não apenas dos casamentos, como dos relacionamentos com Richard Burton e Laurence Olivier.

### Galeria
|                                                   | | |
| Com Richard Burton em Alexander The Great (1956). | Contracenando com John Neville no programa de televisão Romeo and Juliet produzido pela NBC em 1957. | Com Guy Pearce na cerimônia em que Colin Firth recebeu sua estrela na Calçada da Fama de Hollywood (13 de janeiro de 2011). |